# Nouveau district de Binhai
Binhai (chinois simplifié : 滨海 ; chinois traditionnel : 濱海 ; pinyin : bīnhǎi ; litt. « bord de mer », officiellement connu sous le nom de Nouveau district de Binhai (chinois simplifié : 滨海新区 ; chinois traditionnel : 濱海新區 ; pinyin : bīnhǎi xīnqū, également traduit en anglais par Binhai New Area) est une importante zone de développement économique sous la juridiction de la municipalité de Tianjin, en République populaire de Chine. Elle va développer le port de Tianjin et construire des nouveaux parcs industriels à Tanggu, à l'est de Tianjin. Cette zone prend exemple sur Shenzhen et Pudong à Shanghai. Il s'agit d'une zone économique spéciale en RPC, et des réformes expérimentales y sont testées.
Avant 2009, le nouveau district de Binhai était semblable à la ville nouvelle de Hengqin, un niveau administratif absent des strates officielles de gouvernance, et qui était constituée en fait de plusieurs districts de Tianjin, à savoir le district de Tanggu, le district de Hangu et le district de Dagang.
À partir de novembre 2009, le nouveau district de Binhai est regroupée en un seul district, et les anciens districts de Tanggu, Hangu et Dagang sont supprimés.
Le 12 août 2015 un incendie dans un entrepôt de matières chimiques provoque une série d'explosions, la détonation et le souffle de la deuxième explosion est équivalente à celle de 21 tonnes de TNT. Le bilan fait état de 173 morts.